# ماشا
ماشا اليلیکینا اسم مشهور في جمهورية روسيا، والدول الناطقة باللغة الروسية، اشتهرت  كممثلة ، وبلغت قمة الشهرة مع "فرقة فاربيك الموسيقية".لکن ماشا بنفس السرعة التي كسبت بها الأضواء
والشهرة، اختفت عن مسرح الأحداث. ولم يكن ذلك بسبب ضعف شهرتها ولا بسبب فقدانها الجمال والجاذبية، ولا عذوبة الصوت، بل لأن ماشا تشرفت باعتناق الإسلام، واختارت الحجاب والإيمان تاركة الشهرة والأضواء الكاذبة.
وما تتميز به عن بقية الفنانات والمطربات اللاتي اعتنقن الإسلام، وارتدين الحجاب أنها اختارت الحجاب في أوج شهرتها وكانت العروض الفنية تنهال عليها.
ترى ماشا أن تشرفها بالإسلام "لطف الهي" وتقول: شعرت بالسعادة بعد دخولي في الإسلام.
وتعتقد ماشا أن الرغبة في العبادة رغبة فطرية عند كل البشر، فإذا رغب أحد التشرف بالإسلام ما عليه إلا أن يتأمل قليلا وتستعين بفطرته السليمة، وأكدت: إذا لم يستطع شخص الوصول الى الله، فعلى الأقل عليه السعي للتخلص من هوى نفسه، والتخلص من الصفات الرذيلة مثل العجب، التكبر، الحسد، الظلم، الكذب.
ماشا امرأة متعلمة وتجيد خمس لغات أوربية، وتقول: آمل أن يتفرغ الناس الذين لم يتشرفوا بالاسلام لحد الان أن يتخلصوا ولو للحظات من الكم الهائل من المعلومات الكاذبة التي يبثها  الاعلام الغربي ليل نهار ليشوه بها الإسلام والمسلمين
وتجيب ماشا عن السؤال: لماذا يتجه الناس الى الإسلام أكثر من غيره من الأديان، ولماذا يشكل أهل الكفاءات الفنية غالبية للاسلام فتقول: لأن الإسلام يتمتع بقوة ترجحه على بقية الأديان، وكل قوانين الإسلام تدخل في الحياة العملية للبشرية، وطريق الاسلام هو طريق السعادة.
وتضيف: الیوم توفرت لي الفرصة لأقارن حالي السابق وما أنا عليه الآن، لقد انفتحت أبواب الحياة الحقيقة أمامي، وأنا في غاية السعادة.
ماشا اليليكينا، نجمة سابقة في مجال السينما والرقص والموسيقى، والآن هي ترتدي الحجاب الإسلامي، وتعمل في التدريس، وتقول أنا أتنفر من المظاهر الكاذبة التي كنت عليها في الماضي، وأرغب في أن يعتبر الناس من حياتي، ليعلموا أن العودة الى الله ممكنة، وباب التوبة مفتوح على مصراعيه أمام الجميع.
ماشا (بالإنجليزية: Masha)‏ هي مغنية مؤلفة أمريكية، ولدت في 13 يونيو 1990 في لاتفيا.

## وصلات خارجية
- الموقع الرسمي